# Gordon Gregory
Gordon Gregory es un deportista canadiense que compitió en judo. Ganó dos medallas de bronce en el Campeonato Panamericano de Judo de 1970, en las categorías de –93 kg y abierta.

## Palmarés internacional
| Campeonato Panamericano | Campeonato Panamericano | Campeonato Panamericano | Campeonato Panamericano |
| Año                     | Lugar                   | Medalla                 | Categoría               |
| ----------------------- | ----------------------- | ----------------------- | ----------------------- |
| 1970                    | Londrina (Brasil)       | Medalla de bronce       | –93 kg                  |
| 1970                    | Londrina (Brasil)       | Medalla de bronce       | Abierta                 |